# Milions que ara viuen no moriran mai

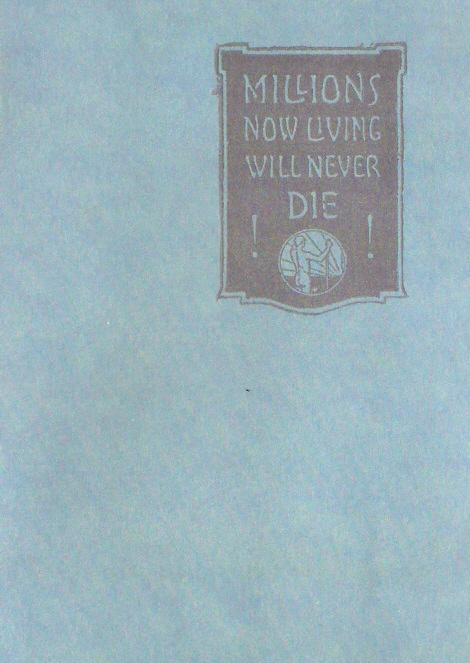
Coberta del llibre Milions que ara viuen no moriran mai

Milions que ara viuen no moriran mai és el títol d'un llibre escrit per Joseph Rutherford editat l'any 1920 per la Watch Tower dins de l'anomenada Campanya dels Milions, on l'autor calculava que l'any 1925 es compliria el gran jubileu de la humanitat i esdevindria l'inici del compliment de diverses profecies bíbliques sobre el regnat mil·lenari de Jesucrist. Això també incloïa la resurrecció dels servents fidels del passat; Abraham, Isaac, i Jacob entre d'altres.

## Contingut
Seguint les teories escatològiques de Charles Taze Russell, Rutherford repassa els esdeveniments històrics de l'època a la llum de la bíblia. Critica la federació d'esglésies i condemna la Lliga de Nacions al fracàs. Culpa dels mals de la humanitat a la imperfecció de l'home heretada del pecat original d'Adam. Proclama a Jesucrist com a salvador dels homes mitjançant el seu rescat. I finalment promet un temps de restauració on els morts seran ressuscitats a la vida eterna.

### Jubileu de la humanitat
Segons Rutherford l'anomenat Jubileu de la humanitat estava molt pròxim en el temps: 
| «                                                    | «El Senyor ordenà a Moisès instituir el sistema sabàtic a l'any en què Israel entrà a la terra de Canaan, que fou l'any 1575 aC (Levític 25:1-12), també va imposar que cada cinquanta anys tenien un any de Jubileu.»- | » |
| — Milions que ara viuen no moriran mai, plana 88,89. | |   |

Fonamentant-se en el llibre bíblic de Jeremies 25:11; i en 2 Cròniques 36:17-21) Rutherford calculava per quan seria el Jubileu de la humanitat i la restauració de totes les coses:
| «                                                    | «...Setanta aniversaris de cinquanta anys cada un, seria una suma de 3500 anys. Aquest espai de temps que comença l'any 1.575 aC (entrada a la terra de Canaan) i acabaria forçosament pels voltants de l'any 1925, en aquest moment el tipus acaba i el gran arquetip a de començar. ¿Què, em d'esperar que passi? En el tipus a d'haver una restauració plena; per lo tant el gran arquetip té de marcar el principi de restauració de totes les coses. La cosa principal que ha de ser restaurada es la raça humana a la vida; i des que altres escriptures fixen definitivament el fet que hi haurà una resurrecció d'Abraham, Isaac, Jacob i altres fidels de l'antiguitat, i que aquest tindran el primer favor, nosaltres podem esperar que 1925 presenciem el retorn d'aquest homes fidels d'Israel de la condició de la mort, per ser ressuscitats i per ser restaurats completament a la perfecció humana i fer-los els representants visibles i legals del nou ordre de coses en la terra». - | » |
| — Milions que ara viuen no moriran mai, plana 88,89. | |   |

### Estat Jueu
Rutherford veié en els esdeveniments mundials, i en especial als nombrosos assentaments de jueus a Palestina per formar el futur estat jueu, el compliment de les profecies bíbliques, que corroboraven que un canvi mundial s'aproximava.
- 1917 Els exèrcits aliats ocupen Palestina expulsant als turcs.
- 1918 La Gran Bretanya reconeix el Sionisme.
- 1920 Compliment de les profecies bíbliques referent al fet que Israel serà restaurada a la seva pròpia terra; Isaïes 41:18-20 i Isaïes 61:21-23.

### Els escollits

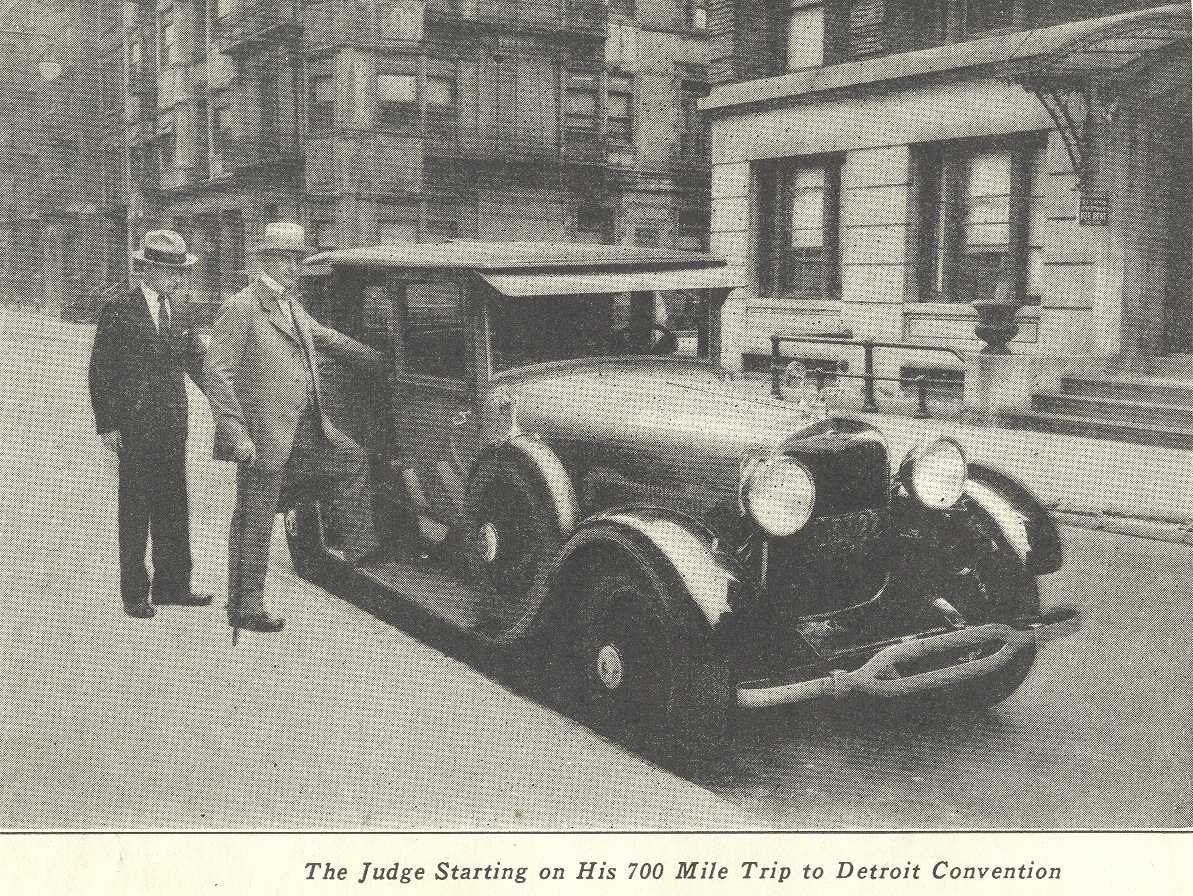
"El jutge" Rutherford a l'any 1928

Recolzant-se en textos bíblics com; Joan 8:51, on Jesús digué als seus apòstols "...els qui guarden la meva paraula no veuran mai la mort", Rutherford assegurava que es podia aplicar les paraules de Jesús a la seva època i que un grup de persones (milions de testimonis) sobreviurien al canvi mundial i no moririen mai.
Nom en anglès: Millions Now Living Will Never Die

## Vegeu
- Prediccions dels Testimonis de Jehovà
- Joseph Rutherford
- El Misteri Acabat